# Мелецкий, Казимир
Казимир Мелецкий (пол. Kazimierz Mielęcki; 11 августа 1836, д. Карна, пригород Збоншиня — 9 июля 1863, д. Мамлич, пригород Барцина) — польский революционер, участник Восстания 1863—1864 годов, полковник повстанческих войск.

## Биография
Казимир Мелецкий родился 11 августа 1836 года в деревне Карна (пригороде Збоншиня, Пруссия) в семье бывшего капитана Наполеоновских войск, а с 1831 года майора прусской кавалерии Прота Мелецкого (1792 — 1867) и его жены Ванды Мелецкой (1815 — 1892) в (девичестве Соколовская) происходивших из зажиточной шляхты герба «Цёлек». Помимо Казимира, в семье было ещё три сына — Ян, Людвик, Северин (1837 — 1901), и три дочери — Эмилия, Франциска и Антонина. Казимир окончил реальное училище в Познани, затем служил в элитном гусарском полку прусской кавалерии, однако в конце 1850-х годов подал в отставку.
В конце 1860 года переехал в Царство Польское. Взял в аренду поместье у деревни Нова-Весь, где и стал проживать. Вскоре наладил контакты с подпольными польскими патриотическими организациями, присоединившись к фракции «белых»

### Участие в восстании 1863 — 1864 годов
Вскоре после начала Январского восстания Казимир Мелецкий одним из первых из фракции «белых» поддержал мятежников. Он пожертвовал Национальному правительству 15 000 рублей из личных сбережений и присягнул ему на верность. Национальное правительство в свою очередь присвоило Мелецкому чин полковника повстанческих войск, назначив того командующим всеми соединениями восставших в Мазовецком воеводстве.
27 января (8 февраля) он принял командование над отрядом из 500 человек, собранным Витольдом Улатовским в окрестностях Пшедеча. На следующий день восставшие обезоружили немногочисленную охрану и разграбили несколько складов регулярных войск с оружием и боеприпасами в самом городе, а всё, что не успели и не смогли забрать с собой, уничтожили. В ответ на эту диверсию против Мелецкого из Влоцлавека выступил отряд майора Нелидова, который нагнал повстанцев 29 января (10 февраля) 1863 года у деревни Цеплины и заставил их в ходе длившегося несколько часов боя отступить с потерями в 18 человек убитыми и несколько десятков ранеными. Мелецкий с остатками отряда отступил в Любостовский лес, где сумел в течение недели восстановить силы и продолжить вооружённую борьбу.
В ночь на 8 (20) февраля Мелецкий с отрядом из 400 человек соединился у деревни Радзёвой с конной группой (37 человек) генерала Л. Мерославского, разбитого днем ранее в Кшивосондзском лесу отрядом регулярных войск под командованием полковника Ю. И. Шильдер-Шульднера. Объединенные отряды стали лагерем в лесу между деревнями Троячек и Нова-Весь, где были наголову разбиты Шильдер-Шульднером 9 (21) февраля 1863 года. Тем не менее Мелецкий, вероятнее всего по договоренности с «белыми», не одобрявшими диктатуры Мерославского и желавшими поставить во главе мятежа своего человека, в самый разгар боя организованно увел большую часть своего отряда на территорию Пруссии.
Пробыв в Пруссии всего несколько дней, 15 (27) февраля Мелецкий вернулся на территорию, охваченную мятежом, с отрядом из около 320 человек. Утром 17 февраля (1 марта) он соединился с отрядом из 270 человек под командованием Антония Гарчинского, днем ранее перешедшим прусско-российскую границу, их объединенные силы достигли 600 человек. Однако возникшие практически сразу между Гарчинским и Мелецким разногласия по поводу главнокомандования объединенными силами привели на следующий день к бою под Добросолово, в котором повстанцы из-за разрозненности действий потерпели сокрушительное поражение от объединенных отрядов регулярных войск под командованием майоров Москвина и Дымана, и были вынуждены с остатками своих подразделений беспорядочно отступить в Пруссию.
Тем не менее, в ночь с 2 на 3 (14 на 15) марта Мелецкий вновь вернулся в Царство Польское со свежесобранным отрядом и развернул не менее энергичную компанию против регулярных войск в Оссовецких и Казимежских лесах. Уже 4 (16) марта его отряд участвует в перестрелке с небольшим отрядом русских войск у деревни Голина, заставив тот отступить с потерями. На следующий день он, организовав удачную засаду против незначительного отряда регулярных войск у Горани в окрестностях Влоцлавека, вновь обращает на себя внимание русских. 8 (20) марта 1863 года Казимир Мелецкий в Казимежских лесах соединяется с более мелкими отрядами Эдмунда Каллера и Владислава Мицкевича, в результате их общие силы возросли по польским данным до более чем 1000 человек. Однако уже через два дня — 10 (22) марта 1863 года — объединенные отряды терпят сокрушительное поражение под Слесинем от отрядов регулярных войск под командованием князя Вингинштейна и майора Нелидова В ожесточенном сражении Мелецкий получил тяжелое ранение в позвоночник и в обездвиженном состоянии был эвакуирован бегущими с поля боя мятежниками в Пруссию, завершив собственную кампанию и свое фактическое участие в восстании.

## Смерть и похороны
Изначально переправленный в Пруссию Казимир Мелецкий находился в полевом госпитале повстанцев, расположенном в лесу у деревни Вонсош, однако всего через несколько дней из-за угрозы обнаружения госпиталя прусскими властями Мелецкий с другими ранеными был переправлен в другой подпольный госпиталь у деревни Гора. Затем в течение двух месяцев всё из-за той же угрозы ареста пруссаками его переправляли с места на место, пока наконец под чужим именем не поместили в частную больницу в Мамличе, которую возглавлял доктор Теодор Матецкий, тайно поддерживавший восставших. 
Вскоре Мелецкий, казалось, пошел на поправку и даже смог самостоятельно передвигаться и выходить на короткие прогулки. Несмотря на запреты врачей, Мелецкий вскоре вновь начал практиковаться в верховой езде и во время одной из таких поездок не удержался и, упав на скаку с лошади, спровоцировал открытие раны. Вскоре в рану попала инфекция, которая спровоцировала гангрену. Днем 26 июня (8 июля) 1863 года в состоянии Казимира Мелецкого наступило резкое ухудшение и в ночь на 27 июня (9 июля) 1863 года он скончался.
13 июля 1863 года Мелецкий был похоронен на приходском кладбище в Лабишине. В похоронной процессии приняло участие около 10 тысяч человек.

## Личная жизнь
В 1860 году женился на Саломии Паговской (1839 — 1913). В браке родилось две дочери — Юзефа Мелецкая (1861 — 1914) и Мария Мелецкая (1862 — 1898).